# Bourg-des-Maisons
Bourg-des-Maisons is een gemeente in het Franse departement Dordogne (regio Nouvelle-Aquitaine) en telt 66 inwoners (2009). De plaats maakt deel uit van het arrondissement Périgueux.

## Geografie
De oppervlakte van Bourg-des-Maisons bedraagt 9,2 km², de bevolkingsdichtheid is dus 7,2 inwoners per km².
De onderstaande kaart toont de ligging van Bourg-des-Maisons met de belangrijkste infrastructuur en aangrenzende gemeenten.

## Demografie
Onderstaande figuur toont het verloop van het inwonertal (bron: INSEE-tellingen).